# Hemifusulinella
Hemifusulinella es un género de foraminífero bentónico de la subfamilia Fusulininae, de la familia Fusulinidae, de la superfamilia Fusulinoidea, del suborden Fusulinina y del orden Fusulinida. Su especie tipo es Hemifusulina (Hemifusulinella) djartessensis. Su rango cronoestratigráfico abarca el Moscoviense inferior (Carbonífero superior).

## Discusión
Clasificaciones más recientes incluyen Hemifusulinella en la subclase Fusulinana de la clase Fusulinata.

## Clasificación
Hemifusulinella incluye a la siguiente especie:
- Hemifusulinella djartessensis †